# Piano Man (альбом Билли Джоэла)
Piano Man — второй студийный альбом американского исполнителя Билли Джоэла, выпущенный 14 ноября 1973 года на лейбле Columbia Records. Прорывной альбом вышел после юридических проблем Джоэла с его бывшим лейблом Family Productions.
Заглавный трек, в котором рассказывается о знакомстве Джоэла с людьми, будучи эстрадным певцом в Лос-Анджелесе, занял 25-е место в Billboard Hot 100 и 4-е место в Adult Contemporary. Композиции «Travelin' Prayer» и «Worse Comes to Worst» заняли 77-е и 80-е места в чарте Hot 100 соответственно, а сам альбом занял 27-е место в Billboard 200. Piano Man получил золотой статус от RIAA в 1975 году, но Джоэл получил всего 8000 долларов в виде роялти (46 748 долларов США в 2024 году).

## Legacy Edition
В ноябре 2011 года Columbia Records выпустила двухдисковую версию Piano Man в честь 20-летия альбома.
В этом выпуске представлена сокращённая запись прямой трансляции 1972 года с радиостанции Philadelphia 93.3 WMMR FM в Филадельфии, на которой запечатлены ранние выступления Джоэла, записанные в Sigma Sound Studios в Филадельфии. Именно эта трансляция сыграла ключевую роль в развитии музыкальной карьеры Джоэла. После записи шоу исполнение песни «Captain Jack» в прямом эфире стало визитной карточкой радиостанции и в конечном счёте стало самой популярной песней в истории WMMR. Растущая популярность этой концертной записи привлекла внимание руководителей Columbia Records, которые впоследствии предложили Джоэлу контракт на запись. Кроме того, в трансляцию вошли 3 трека — «Long, Long Time», «Josephine» и «Rosalinda», — которых не было ни на одном из студийных альбомов Джоэла.

## Список композиций

### Оригинальное издание
Все песни написаны Билли Джоэлом.
| №  | Название                      | Длительность |
| -- | ----------------------------- | ------------ |
| 1. | «Travelin' Prayer»            | 4:16         |
| 2. | «Piano Man»                   | 5:37         |
| 3. | «Ain't No Crime»              | 3:20         |
| 4. | «You're My Home»              | 3:14         |
| 5. | «The Ballad of Billy the Kid» | 5:35         |

| №                   | Название                                | Длительность |
| ------------------- | --------------------------------------- | ------------ |
| 6.                  | «Worse Comes to Worst»                  | 3:28         |
| 7.                  | «Stop in Nevada»                        | 3:40         |
| 8.                  | «If I Only Had the Words (To Tell You)» | 3:35         |
| 9.                  | «Somewhere Along the Line»              | 3:17         |
| 10.                 | «Captain Jack»                          | 7:15         |
| Общая длительность: | Общая длительность:                     | 42:51        |

### Бонусный диск Legacy Edition 2011
Диск 2: Концерт в Sigma Sound Studios, Филадельфия, Пенсильвания, 15 апреля 1972 года
1. «Introduction by Ed Sciaky» – 0:29
2. «Falling of the Rain» – 2:33
3. «Intro to Travelin' Prayer» – 0:17
4. «Travelin' Prayer» – 3:11
5. «Intro to Billy the Kid» – 0:50
6. «The Ballad of Billy the Kid» – 5:36
7. «"Intro to She's Got a Way» – 1:03
8. «She's Got a Way» – 3:08
9. «Intro to Everybody Loves You Now» – 1:19
10. «Everybody Loves You Now» – 2:56
11. «Intro to Nocturne» – 0:59
12. «Nocturne» – 2:46
13. «Station ID and Intro to Turn Around» – 1:31
14. «Turn Around» – 3:26
15. «Intro to Long, Long Time» – 1:19
16. «Long, Long Time» – 4:46
17. «Intro to Captain Jack» – 1:19
18. «Captain Jack» – 6:56
19. «Intro to Josephine» – 1:40
20. «Josephine» – 3:23
21. «Intro to Rosalinda» – 0:33
22. «Rosalinda» – 3:03
23. «Tomorrow Is Today» – 5:11

## Участники записи
Из описания AllMusic.
Музыканты
- Билли Джоэл — фортепиано, орган, губная гармоника, вокал
- Майкл Омартиан — аккордеон, аранжировки (треки 1–4, 6–10)
- Джимми Хаскелл — аранжировки (трек 5)
- Ричард Беннетт, Ларри Карлтон и Дин Паркс — гитара
- Эрик Вайсберг — банджо, педальная слайд-гитара
- Фред Хейлбран — банджо
- Уилтон Фелдер, Эмори Горди-младший — бас-гитара
- Рон Татт — ударные (треки 1–9)
- Рис Кларк — ударные (трек 10)
- Билли Армстронг — скрипка
- Лора Кример, Марк Кример и Сьюзан Стюард — бэк-вокал

Концерт в Sigma Sound Studios, 15 апреля 1972 года
- Билли Джоэл — фортепиано, губная гармоника, вокал
- Эл Херцберг — акустическая и электрогитара
- Ларри Рассел — бас-гитара
- Рис Кларк – барабаны
- Деннис Вилен — продюсер

Технический
- Майкл Стюарт — продюсер
- Рон Мало — инженер
- Тед Дженсен — мастеринг
- Беверли Паркер — дизайн
- Билл Имхоф — иллюстрация

## Критика
Rolling Stone отметил, что Piano Man «олицетворяет новую серьёзность и гибкость» для Джоэла, сравнив его со стилем Элтона Джона. Рецензируя альбом, Billboard заявил, что Piano Man показывает, что у Джоэла есть «прекрасный шанс зарекомендовать себя как артиста стабильного качества с масштабными песнями и динамичным диапазоном исполнения».

## Позиции в чартах
| Чарт (1974–76)                | Позиция |
| ----------------------------- | ------- |
| Австралия (Kent Music Report) | 3       |
| Канада (RPM)                  | 26      |
| США Billboard 200             | 27      |
| Чарт (1984)                   | Позиция |
| Великобритания (OCC)          | 98      |
| Чарт (2011)                   | Позиция |
| Япония (Oricon)               | 112     |
| Чарт (2013)                   | Позиция |
| Ирландия (IRMA)               | 75      |
| Чарт (2020)                   | Позиция |
| Бельгия/Фландрия (Ultratop)   | 192     |
| Греция (IFPI)                 | 6       |

| Чарт (1974)                   | Позиция |
| ----------------------------- | ------- |
| США Billboard 200             | 56      |
| Чарт (1976)                   | Позиция |
| Австралия (Kent Music Report) | 16      |

## Сертификация
| Регион                                                      | Сертификация  | Продажи    |
| ----------------------------------------------------------- | ------------- | ---------- |
| Австралия (ARIA)                                            | Платиновый    | 50 000^    |
| Канада (Music Canada)                                       | 2× Платиновый | 200 000^   |
| США (RIAA)                                                  | 4× Платиновый | 4 000 000^ |
| ^ Данные о тиражах приведены только на основе сертификации. |               |            |